# Prosoplus truncatus
Prosoplus truncatus là một loài bọ cánh cứng trong họ Cerambycidae.